# .aero
.aero é um domínio de topo patrocinado (sTLD, em inglês: sponsored top-level domain) utilizado no Domain Name System da internet. Foi o primeiro TLD baseado numa específica área da indústria, e foi reservada para o domínio da aviação. Foi criado em 2000 pela empresa SITA. O domínio .aero está reservado para empresas, organizações, associações, órgãos governamentais e indivíduos em áreas relacionadas com a aviação. Foi criado em 2002 e é operado pela SITA. SA ITA criou e opera a Dot Aero Council.
Códigos de duas letras no domínio aero são reservados para as companhias aéreas de acordo com a IATA Airline Designators. Embora os códigos de três letras fossem inicialmente reservados para os aeroportos (código IATA), eles foram liberados para registro junto à maior comunidade da aviação e aeroespacial em 1 de dezembro de 2008.
Os registros dos domínios são processados através de registradores credenciados. O maior registrador oficial da .aero, é o, operando a partir do Estados Unidos e Canadá.
O domínio .aero foi inicialmente aprovado em 2001 para um mandato de cinco anos que terminou em 17 de dezembro de 2005 como parte de uma prova de conceito de novos domínios de nível superior. O acordo foi prorrogado em Outubro de 2006 para um mandato de seis meses até 17 de junho de 2007, e continuou a ser renovado em um ciclo de junho a dezembro de seis meses, através de 17 de junho de 2009. Em 2009, a SITA e ICANN concluiram um novo acordo de patrocínio de 10 anos para a exploração do domínio .aero.